# Hypoxis villosa
Hypoxis villosa là một loài thực vật có hoa trong họ Hypoxidaceae. Loài này được L.f. mô tả khoa học đầu tiên năm 1782.